# Vratislav Pasovský
Vratislav Pasovský (13. listopadu 1854 Kostelec nad Orlicí – 14. května 1924 Praha) byl český architekt. Věnoval se návrhům obytných domů, škol, ale například také rozhleden. Byl rovněž předsedou Klubu českých turistů.

## Život
Vratislav Pasovský pocházel ze stavitelské rodiny. Studoval v letech 1871–1878 na ČVUT pod vedením Josefa Niklase. Poté absolvoval v letech 1879–1881 u Theophila von Hansena Akademii výtvarných umění ve Vídni.
Přes 20 let působil jako člen pražského obecního zastupitelstva. Jako stavební inspektor se podílel např. na pomníku Františka Palackého, na Obecním domě, na Mánesově mostě nebo na systému pražské kanalizace. V roce 1901 byl jmenován císařským a královským stavebním radou.
Roku 1899 byl Pasovský vyznamenán důstojnickým křížem Řádu knížete Danila I. za nezávislost Černé Hory, protože vedl roku 1897 a 1899 dvě výpravy českých turistů do Černé Hory.
Stal se čestným občanem obcí Postřekov a Benecko. Po smrti byl pohřben na Olšanských hřbitovech v Praze.

## Architektonické realizace
Vratislav Pasovský je autorem mnoha staveb, a to nejen obytných:
- Nájemní dům Čeňka Bubeníčka, Náplavní, Záhořanského čp. 1618/II., Praha – Nové Město (1882)[6]
- Rodinný dům továrníka F. Klazara, Dvůr Králové nad Labem (1885–1886)
- Nájemní dům, Havlíčkova čp. 1680/II., Praha (1886)
- Petřínská rozhledna (ve spolupráci s Františkem Prášilem a Juliem Součkem, kteří navrhli železnou konstrukci věže), Praha (1891)[7]
- Stýblův dům (spolupráce s F. Kindlem), Václavské náměstí čp. 788/II., Praha – Nové Město (1892)
- Měšťanská škola, Dobruška (1892–1893)
- Rozhledna Svatobor I., Svatobor u Sušice (1894, později zbořeno)
- Obecná a měšťanská škola, Kostelec nad Orlicí (1895–1897)
- Chlapecká škola, Chlum u Třeboně (1896)
- Škola v Chlumci nad Cidlinou (1898–1899)
- Pedagogium, Polička (1899–1900)
- Dům U Zlatého hroznu, Na Perštýně čp. 349/I., Praha – Staré Město (1902–1903)[8]
- Rozhledna, Čerchov (1905)

## Galerie

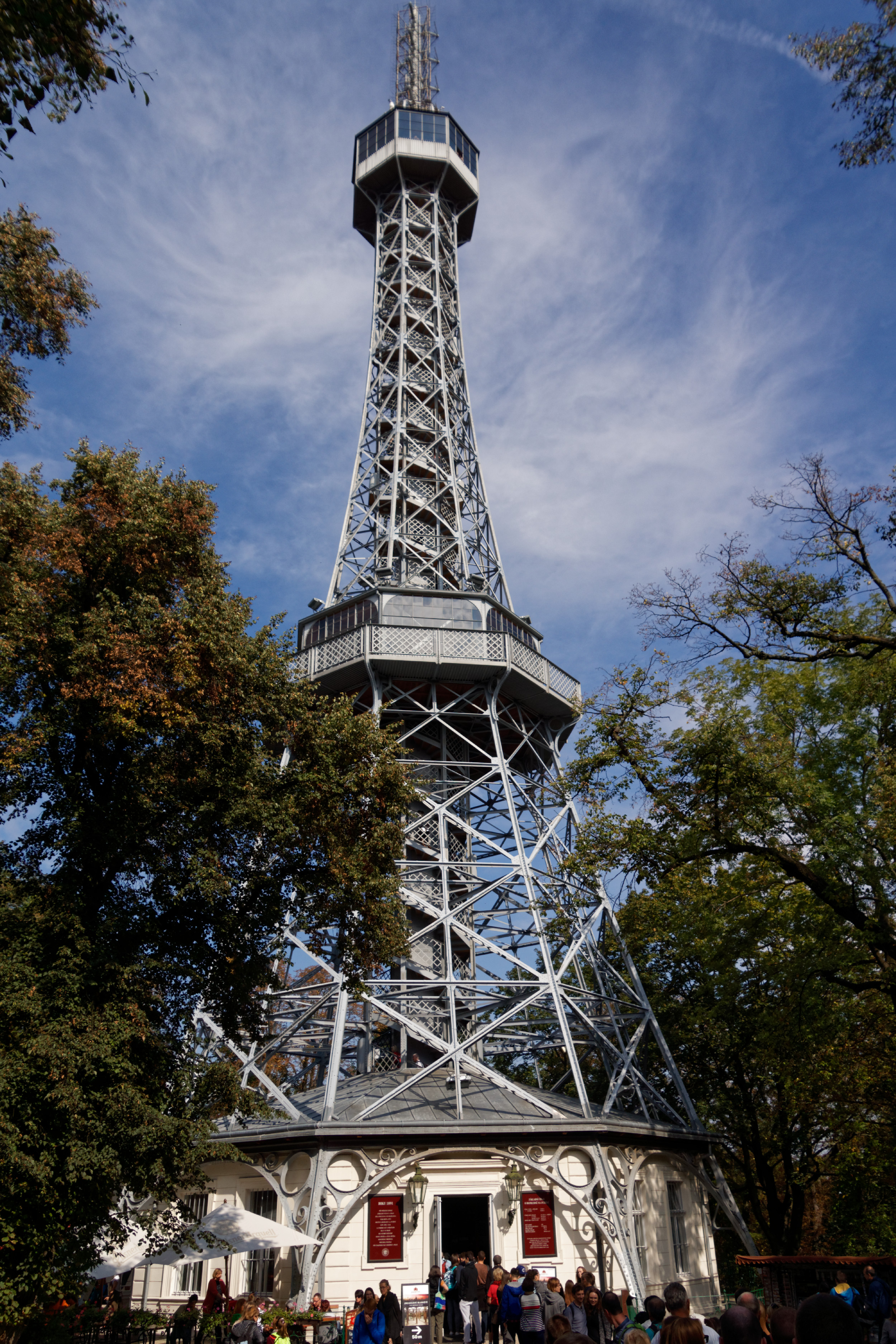
Petřínská rozhledna
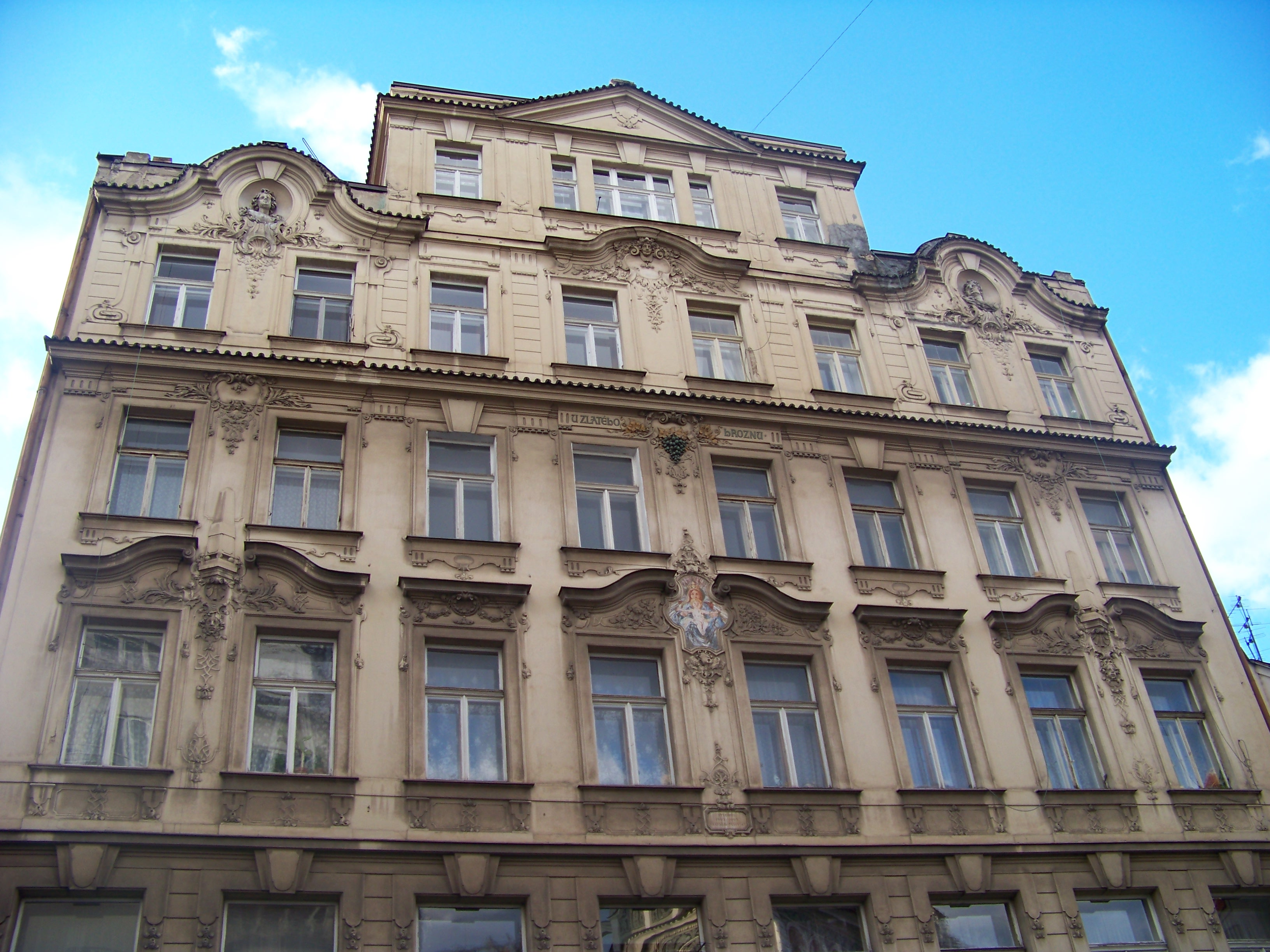
Dům U Zlatého hroznu
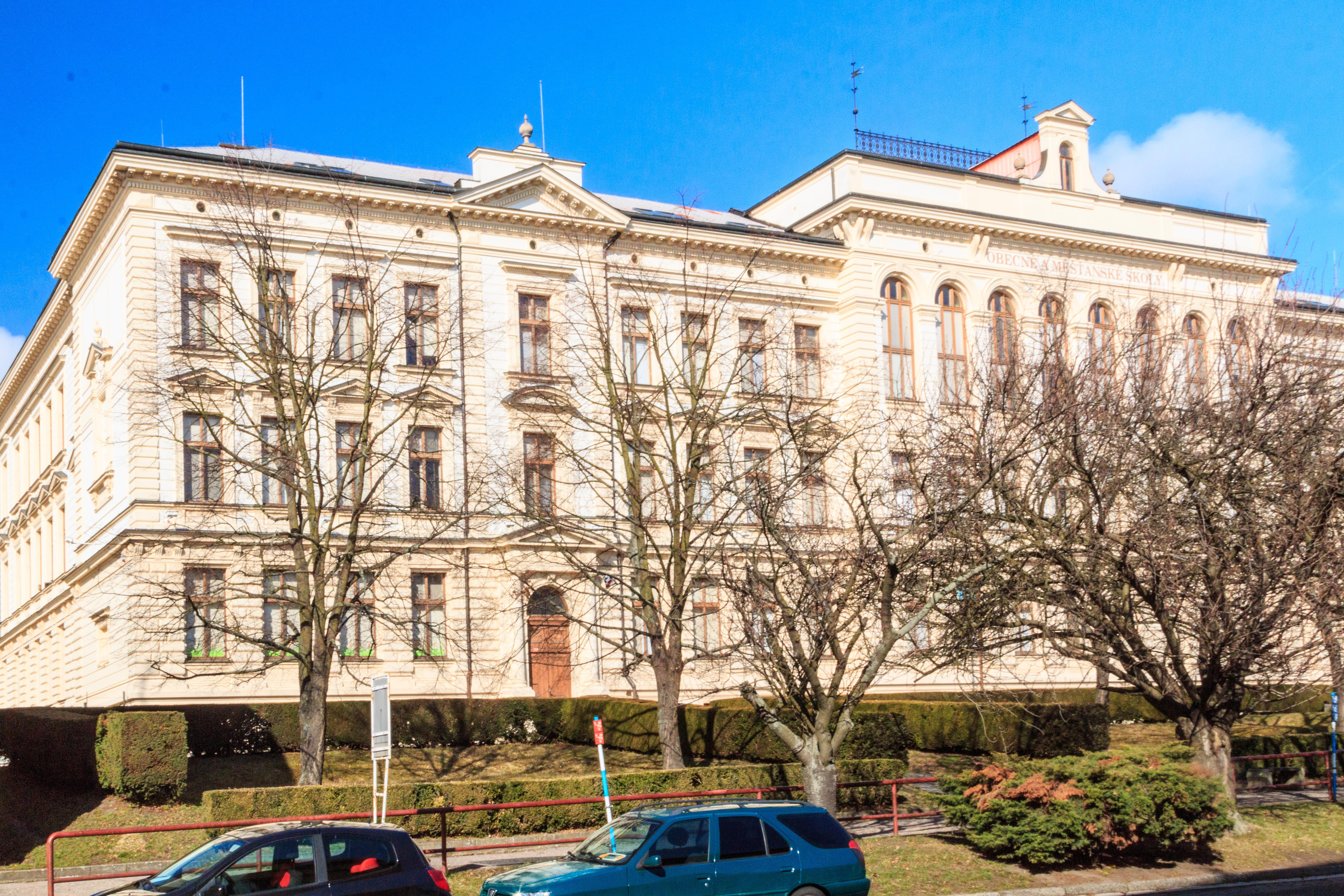
Palác škol v Chlumci nad Cidlinou

## Působení v KČT
Vratislav Pasovský byl jedním ze zakládajících členů Klubu českých turistů a od roku 1890 jeho předsedou, funkci převzal po Vojtovi Náprstkovi. Aktivně se účastnil přednáškových a společenských aktivit klubu.
V sobotu 11. května 1889 zahájil Pasovský a jeho "první označovací družstvo" značení první turistické stezky na našem území. Jednalo se o značku vedoucí ze Štěchovic ke Svatojánským proudům. Červená značka, která tehdy vznikala, se od současné lišila: zatímco dnes jsou všechny tři pruhy (dva krajní bílé a prostřední barevný) stejně široké, tehdy byl barevný pruh silnější. Tato první červená turistická trasa je nyní pod hladinou Štěchovické přehrady. V roce 1901 pak Pasovský vytvořil jednotná pravidla pro všechna značení Klubu českých turistů.
V roce 1903 byl Pasovský jmenován čestným členem domažlického Klubu českých turistů.
Svoji činnost v KČT ukončil kvůli nemoci v roce 1915.
KČT dnes oceňuje dlouholetou činnost pro klub Medailí Vratislava Pasovského.